# Chrysolina aveyronenesis
Chrysolina aveyronenesis es un coleóptero de la familia Chrysomelidae.
Fue descrita científicamente en 1950 por Bechyné.